# Коржик Валентин Іванович
Коржик Валентин Іванович — український політик, член ВО «Батьківщина», директор ТОВ «Трансмаш».
Н. 13.06.1946 (місто Богодухів, Харківська область) в сім'ї робітника; українець; одружений; має 2 дітей.
Освіта: Харківський авіаційний інститут (1966—1972), інженер-механік; Вища партійна школа при ЦК КПУ.
03.2006 кандидат в народні депутати України від Блоку Юлії Тимошенко, № 419 в списку. На час виборів: директор ТОВ «Трансмаш», член ВО «Батьківщина».
03.1994 — канд. у нар. деп. України, Вовчанський виб. окр. № 389, Харків. обл., висун. виборцями, 1-й тур — 3,46 %, 6 місце з 10 прет. \+
Народний депутат України 12(1) склик. з 03.1990 (2-й тур) до 04.1994, Вовчанський виборчій округ № 386, Харківська область. Член Комісії з питань відродження та соціального розвитку села. Групи «За соціальну справедливість», «Аграрники».\+На час виборів: Харків. ОК КПУ, відп. організатор, член КПРС. 1-й тур: з'яв. 94,5 %, за 39,6 %. 2-й тур: з'яв. 92,3 %, за 73,5 %. 4 суперн., (осн. — Пацан Л. М., н. 1943, 1-й секр. Дворічанського РК КПУ, 1-й тур — 21,7 %, 2-й тур — 22,4 %).
- З 1972 — майстер, начальник бюро технічного контролю, заступник начальника цеху Вовчанського агрегатного заводу, Харківська областт.
- З 1977 — інструктор Вовчанського райкому КПУ.
- З 1980 — директор бавовняно-паперової ткацької фабрики.
- З 1983 — секретар Вовчанського райкому КПУ.
- З 1985 — слухач Вищої партійної школи при ЦК КПУ, місто Київ.
- З 1987 — інструктор, відповідальний організатор відділу організаційно-партійної і кадрової роботи Харківського обкому КПУ; заступник голови Харківської облдержадміністрації.
- З 1994 — начальник Магістральної митниці, місто Харків.

Депутат Харківської облради (2006—2010).

## Джерело
- Довідка [Архівовано 5 березня 2016 у Wayback Machine.]

| політик | Це незавершена стаття про українського депутата чи депутатку. Ви можете допомогти проєкту, виправивши або дописавши її. |